# 2.º Jamboree Mundial Escoteiro
O 2.º Jamboree Mundial Escoteiro foi realizado de 9 a 17 de agosto de 1924 e foi hospedado pela Dinamarca em Ermelunden.

## Prólogo
A Grã-Bretanha realizou um Jamboree Imperial em Wembley, Middlesex no início de agosto de 1924, em conexão com a Exposição do Império Britânico. Mais de 1.000 escoteiros de 25 partes da comunidade internacional e do Império aceitaram o convite. Estavam presentes 10.000 escoteiros do Reino Unido.
As exibições e cerimônias ocorreram no Estádio de Wembley. Os escoteiros estavam acampados nas proximidades de Wembley Paddocks, em alojamentos muito apertados. O Príncipe de Gales presenciou as exibições no estádio, presidiu uma fogueira e passou a noite em uma barraca nos Paddocks. Em dias diferentes, os principais convidados no estádio foram o Duque de York e Rudyard Kipling.

## Jamboree
O Wembley Jamboree ajudou a fornecer uma variedade maior de membros no Segundo Jamboree Mundial em Ermelunden, alguns quilômetros ao norte de Copenhaga, Dinamarca, que imediatamente o seguiu. A Dinamarca tem uma população escoteira comparativamente pequena e dúvidas foram expressas de antemão se seria possível para os escoteiros dinamarqueses ter sucesso com o empreendimento. O anfitrião principal foi Christian Holm, presidente da Det Danske Spejderkorps, cuja filha ficou conhecida como Kim, amiga de todo o mundo.
Os três escoteiros responsáveis pela preparação, organização e administração eram muito jovens, mas fizeram do Jamboree um sucesso. Ove Holm, que mais tarde se tornaria escoteiro chefe de Det Danske Spejderkorps, era o secretário organizador e administrador, Jens Hvass, mais tarde um guarda florestal estadual e comissário escoteiro divisional na Jutlândia do Norte, era o chefe do campo, e Tage Carstensen, mais tarde advogado na Jutlândia, Comissário internacional e fundador do Serviço Escoteiro de Transfusão de Sangue, encarregou-se de todos os aspectos internacionais.
O Segundo Jamboree Mundial foi oficialmente inaugurado em 10 de agosto de 1924, pelo Contra-Almirante Carl Carstensen, atuando como representante pessoal do Rei Christian X. Quatorze países inscreveram-se em tropas compostas para o Campeonato Mundial de Escoteiros, um teste de Escotismo e resistência que continuou ao longo da semana, e incluiu inspeções de acampamento, higiene, disciplina, canções e gritos de fogueira , dança folclórica, natação, artesanato, pista de obstáculos e caminhada de patrulha .
Os Boy Scouts of America venceram a competição, a Grã-Bretanha ficou em segundo lugar e a Hungria em terceiro. Decidiu-se, entretanto, não renovar a ideia, por temor de que o nacionalismo pudesse prejudicar a irmandade escoteira.
Lord Baden-Powell chegou ao Jamboree após o dia da inauguração e foi recebido por um desfile de boas-vindas de todos os escoteiros. Quando ele estava prestes a falar, a chuva caiu torrencialmente e todos ficaram encharcados. O nome dado a ele foi Bademester, dinamarquês para "Superintendente de Banho". No último domingo, os escoteiros foram inspecionados perto do pavilhão de caça real pelo rei Christian na chuva torrencial, e naquela tarde Baden-Powell apresentou os prêmios da competição, dizendo "Eu vi um grande número de escoteiros em minha vida, mas nunca vi qualquer um tão molhado quanto você! " Por causa das inundações, uma parte do campo teve que ser evacuada temporariamente.
O Rei Christian X e a Rainha Alexandrina participaram da cerimônia de encerramento do Jamboree. A Terceira Conferência Internacional foi realizada simultaneamente em Copenhague.
Em contraste com o 1.º Jamboree Escoteiro Mundial em Olympia Hall, os Escoteiros Dinamarqueses queriam que todos fossem colocados em tendas, e os Escoteiros foram organizados em tropas e patrulhas, o modelo usado posteriormente. Os escoteiros ficaram hospedados em famílias dinamarquesas durante a semana após o jamboree.